# 帕尔库勒
帕尔库（法語：Parcoul，法語發音：[paʁkul]）是法国多尔多涅省的一个旧市镇，属于佩里格区。2016年，帕尔库勒与市镇舍诺合并为新市镇帕尔库勒-舍诺。

## 地理
帕尔库勒（45°12'18"N, 0°2'8"E）面积14.17 平方千米，位于法国新阿基坦大区多爾多涅省，该省份为法国西南部内陆省份，是法國本土面积第三大的省，大致对应佩里戈尔地区，北起顺时针与夏朗德省、上维埃纳省、科雷兹省、洛特省、洛特-加龙省、吉倫特省和滨海夏朗德省接壤。
与帕尔库勒接壤的市镇（或旧市镇、城区）包括：梅迪亚克。
帕尔库勒的时区为UTC+01:00、UTC+02:00（夏令时）。

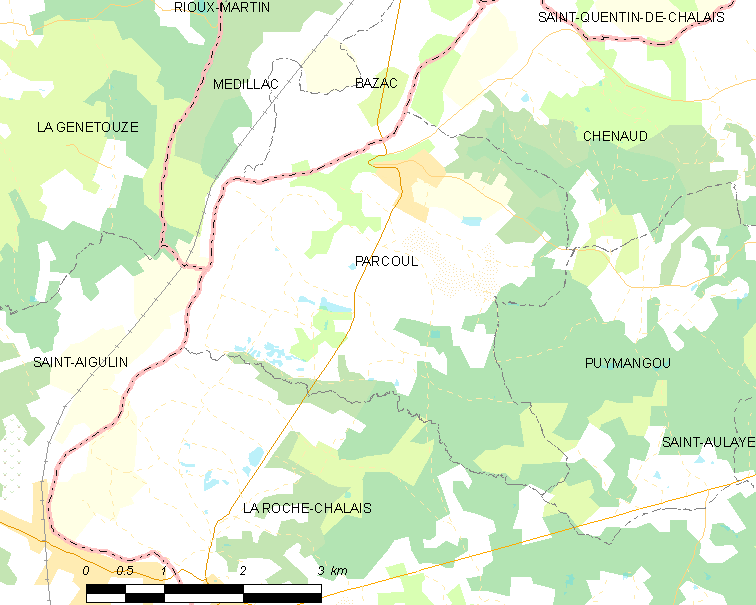
帕尔库勒的OSM定位图

## 行政
帕尔库勒的邮政编码为24410，INSEE市镇编码为24316。

## 政治
帕尔库勒所属的省级选区为蒙蓬-梅内斯泰罗勒县。

## 人口

1962-2008年间帕尔库勒人口变化图示

帕尔库勒于2018年1月1日时的人口数量为423人。